# Algorithme rho de Pollard (logarithme discret)
L'algorithme rho de Pollard a été introduit par John M. Pollard en 1978 pour résoudre le problème du logarithme discret. Il est analogue à l'algorithme rho de Pollard que le même auteur avait introduit pour résoudre le problème factorisation entière.

## Principe
On considère un groupe cyclique {\displaystyle G} d'ordre {\displaystyle n} engendré par {\displaystyle \alpha }. Le but est de calculer {\displaystyle \gamma } tel que {\displaystyle \alpha ^{\gamma }=\beta }, où {\displaystyle \beta } appartient à {\displaystyle G}. L'algorithme cherche des entiers {\displaystyle a}, {\displaystyle b}, {\displaystyle A}, et {\displaystyle B} tels que {\displaystyle \alpha ^{a}\beta ^{b}=\alpha ^{A}\beta ^{B}}. Une fois de tels entiers trouvés, l'inconnue {\displaystyle \gamma } est l'une des solutions de l'équation {\displaystyle (B-b)\gamma =(a-A){\pmod {n}}}, autrement dit {\displaystyle \gamma =(B-b)^{-1}(a-A){\pmod {n}}}, où {\displaystyle (B-b)^{-1}}est l'inverse modulaire de {\displaystyle (B-b)}.
Pour trouver les entiers {\displaystyle a}, {\displaystyle b}, {\displaystyle A}, et {\displaystyle B} l'algorithme utilise l'algorithme du lièvre et de la tortue pour trouver un cycle dans les séquences {\displaystyle x_{i}=\alpha ^{a_{i}}\beta ^{b_{i}}}. Autrement dit les entiers {\displaystyle a}, {\displaystyle b} sont des valeurs prises par {\displaystyle a_{i}}, {\displaystyle b_{i}} et les entiers {\displaystyle A} et {\displaystyle B} sont les valeurs prises par {\displaystyle a_{2i}}, {\displaystyle b_{2i}}.
On définit la suite {\displaystyle (x_{i})_{i\in \mathbb {N} }} par {\displaystyle x_{i+1}=f(x_{i})} où {\displaystyle f} est une fonction supposée pseudo-aléatoire : ainsi on a des chances d'entrer dans une boucle de longueur approximative {\displaystyle {\sqrt {\frac {\pi n}{8}}}} après {\displaystyle {\sqrt {\frac {\pi n}{8}}}} étapes. Un moyen[réf. nécessaire] de définir une telle fonction est d'utiliser les règles suivantes : diviser {\displaystyle G} en trois sous-ensembles disjoints de tailles approximativement égales : {\displaystyle S_{0}}, {\displaystyle S_{1}}, et {\displaystyle S_{2}}. Si {\displaystyle x_{i}} appartient à {\displaystyle S_{0}} alors multiplier par deux {\displaystyle a} et {\displaystyle b} ; si {\displaystyle x_{i}\in S_{1}} alors incrémenter {\displaystyle a}, si {\displaystyle x_{i}\in S_{2}} alors incrémenter {\displaystyle b}.

## Algorithme
Soit G un groupe cyclique d'ordre n. Soient {\displaystyle \alpha ,\beta \in G}. Soit une partition {\displaystyle G=S_{0}\cup S_{1}\cup S_{2}}.
Soit une fonction {\displaystyle f:G\to G} définie par
{\displaystyle f(x)={\begin{cases}\beta x&x\in S_{0}\\x^{2}&x\in S_{1}\\\alpha x&x\in S_{2}\end{cases}}}
et soient enfin les deux fonctions {\displaystyle g:G\times \mathbb {Z} \to \mathbb {Z} } et {\displaystyle h:G\times \mathbb {Z} \to \mathbb {Z} } définies par
{\displaystyle {\begin{aligned}g(x,a)&={\begin{cases}a&x\in S_{0}\\2a\ ({\bmod {\ }}n)&x\in S_{1}\\a+1\ ({\bmod {\ }}n)&x\in S_{2}\end{cases}}\\h(x,b)&={\begin{cases}b+1\ ({\bmod {\ }}n)&x\in S_{0}\\2b\ ({\bmod {\ }}n)&x\in S_{1}\\b&x\in S_{2}\end{cases}}\end{aligned}}}
La fonction g (respectivement h) permet de calculer les valeurs ai (respectivement bi). L'algorithme est le suivant :
```
 
Entrées :
 

  

    

      

        
α

      

    

    
{\displaystyle \alpha }

  

: un générateur de 
G
, 

  

    

      

        
β

      

    

    
{\displaystyle \beta }

  

: un élément de 
G

 
Sortie :
 un entier 
x
 tel que 

  

    

      

        
α

      

    

    
{\displaystyle \alpha }

  

x
 = 

  

    

      

        
β

      

    

    
{\displaystyle \beta }

  

, ou "
échec
"

 
a
0
 ← 0, 
b
0
 ← 0, 
x
0
 ← 1

 
i
 ← 1
 
boucle

     
x
i
 ← 
f
(
x
i
-1
), 
     
a
i
 ← 
g
(
x
i
-1
, 
a
i
-1
), 
     
b
i
 ← 
h
(
x
i
-1
, 
b
i
-1
)

     
x
2
i
 ← 
f
(
f
(
x
2
i
-2
)), 
     
a
2
i
 ← 
g
(
f
(
x
2
i
-2
), 
g
(
x
2
i
-2
, 
a
2
i
-2
)), 
     
b
2
i
 ← 
h
(
f
(
x
2
i
-2
), 
h
(
x
2
i
-2
, 
b
2
i
-2
))

     
si
 
x
i
 = 
x
2
i
 
alors

         
r
 ← 
b
i
 - 
b
2
i

         
si
 r = 0 
retourner
 "
échec
"
         
retourner
 
r
−1
(a
2i
 - a
i
) 
mod
 n

     
sinon
 # 
x
i
 ≠ 
x
2
i

         
i
 ← 
i
+1
```

## Exemple
On considère par exemple le groupe engendré par 2 modulo {\displaystyle N=1019} (l'ordre du groupe est {\displaystyle n=1018}). L'algorithme est implémenté par le programme suivant écrit en C++ :
```
 
#include
 
<stdio.h>

 

 
const
 
int
 
n
 
=
 
1018
,
 
N
 
=
 
n
 
+
 
1
;
  
/* N = 1019 -- prime     */

 
const
 
int
 
alpha
 
=
 
2
;
            
/* generator             */

 
const
 
int
 
beta
 
=
 
5
;
             
/* 2^{10} = 1024 = 5 (N) */

 

 
void
 
new_xab
(
 
int
&
 
x
,
 
int
&
 
a
,
 
int
&
 
b
 
)
 
{

   
switch
(
 
x
%
3
 
)
 
{

   
case
 
0
:
 
x
 
=
 
x
*
x
     
%
 
N
;
  
a
 
=
  
a
*
2
  
%
 
n
;
  
b
 
=
  
b
*
2
  
%
 
n
;
  
break
;

   
case
 
1
:
 
x
 
=
 
x
*
alpha
 
%
 
N
;
  
a
 
=
 
(
a
+
1
)
 
%
 
n
;
                  
break
;

   
case
 
2
:
 
x
 
=
 
x
*
beta
  
%
 
N
;
                  
b
 
=
 
(
b
+
1
)
 
%
 
n
;
  
break
;

   
}

 
}

 

 
int
 
main
(
void
)
 
{

   
int
 
x
=
1
,
 
a
=
0
,
 
b
=
0
;

   
int
 
X
=
x
,
 
A
=
a
,
 
B
=
b
;

   
for
(
int
 
i
 
=
 
1
;
 
i
 
<
 
n
;
 
++
i
 
)
 
{

     
new_xab
(
 
x
,
 
a
,
 
b
 
);

     
new_xab
(
 
X
,
 
A
,
 
B
 
);

     
new_xab
(
 
X
,
 
A
,
 
B
 
);

     
printf
(
 
"%3d  %4d %3d %3d  %4d %3d %3d
\n
"
,
 
i
,
 
x
,
 
a
,
 
b
,
 
X
,
 
A
,
 
B
 
);

     
if
(
 
x
 
==
 
X
 
)
 
break
;

   
}

   
return
 
0
;

 
}

```

Les résultats sont les suivants (édités):
```
 i     x   a   b     X   A   B
------------------------------
 1     2   1   0    10   1   1
 2    10   1   1   100   2   2
 3    20   2   1  1000   3   3
 4   100   2   2   425   8   6
 5   200   3   2   436  16  14
 6  1000   3   3   284  17  15
 7   981   4   3   986  17  17
 8   425   8   6   194  17  19
..............................
48   224 680 376    86 299 412
49   101 680 377   860 300 413
50   505 680 378   101 300 415
51  1010 681 378  1010 301 416
```

Ce qui donne {\displaystyle 2^{681}5^{378}=1010=2^{301}5^{416}{\pmod {1019}}} et ainsi {\displaystyle (416-378)\gamma =681-301{\pmod {1018}}}, pour lequel {\displaystyle \gamma _{1}=10} est une solution comme on l'avait prévu. Comme {\displaystyle n=1018} n'est pas premier, il y a une autre solution {\displaystyle \gamma _{2}=519}, pour laquelle {\displaystyle 2^{519}=1014=-5{\pmod {1019}}} convient.

## Complexité
Le temps d'exécution moyen[réf. nécessaire] est en {\displaystyle {\mathcal {O}}({\sqrt {n}})}. Si cet algorithme est utilisé avec l'algorithme de Pohlig-Hellman,[réf. nécessaire] le temps d'exécution des deux algorithmes combinés est en {\displaystyle {\mathcal {O}}({\sqrt {p}})}, où {\displaystyle p} est le plus grand facteur premier de {\displaystyle n}.